# Šport u 1884.
◄◄ | ◄ | 1881. | 1882. | 1883. | 1884.  | 1885. | 1886. | 1887. | ► | ►►
Arhitektura • Astronomija • Biologija • Film • Fotografija • Glazba • Kazalište • Kemija • Kiparstvo • Knjige • Književnost • Kršćanstvo • Meteorologija • Medicina • Planinarstvo • Politika • Pravo • Promet • Slikarstvo • Šport • Znanost • Željeznički promet
Šport u 1884.

## Svijet

### Osnivanja
- Derby County F.C., engleski nogometni klub
- Leicester City F.C., engleski nogometni klub
- Lincoln City F.C., engleski nogometni klub

## Hrvatska i u Hrvata

### Rođenja
- 31. svibnja – prof. dr. Milovan Zoričić, pravnik, športski djelatnik i nogometni sudac

## Vanjske poveznice
|  | Zajednički poslužitelj ima još gradiva o temi Šport u 1884. |